# Tabby
Tabby er et byggemateriale, der består af kalk, sand, vand og knuste østersskaller. Det blev tidligere fremstillet på øerne ud for den atlantiske kyst ud for staterne South Carolina, Georgia og det nordlige Florida i USA. Materialet havde sin største anvendelse i kolonitiden og op til begyndelsen af 1800-tallet, hvor det fungerede som erstatning for mursten.
Mursten var meget dyre, da ler kun fandtes lokalt i meget ringe omfang. Et andet meget anvendt byggemateriale var coquina, men også dette var meget dyrt, og tabby kaldes da også af og til for "fattigmands-cocquina".
Navnet "tabby" kommer fra det spanske ord "tapia", der betyder "muddervæg".